# سیارک ۳۰۰۵
سیارک ۳۰۰۵ (به انگلیسی: 3005 Pervictoralex، نامگذاری:1979QK2) سه هزار و پنجمین سیارک کشف شده‌است که در ۲۲ اوت ۱۹۷۹ کشف شد.
قدر مطلق سیارک برابر ۱۳٫۷۰ است.